# Tivenys (kommun)
Tivenys är en kommun i Spanien.   Den ligger i provinsen Província de Tarragona och regionen Katalonien, i den östra delen av landet, 400 km öster om huvudstaden Madrid. Antalet invånare är 914. Arean är 54 kvadratkilometer. Tivenys gränsar till Tortosa, Aldover, El Perelló, Benifallet, Rasquera och Xerta. 
Terrängen i Tivenys är kuperad.